# 福室鏻太郎
福室 鏻太郎（ふくむろ りんたろう、1893年〈明治26年〉7月14日 - 没年不明）は、日本の会社役員、政治家。共立土地建物監査役。東京市淀橋区会議員。落合町会議員。所得税調査委員。

## 人物
東京府人・福室錠之助の二男。1904年、家督を相続する。1929年5月、落合町会議員に当選する。学務委員を兼ね八幡神社氏子総代、光徳寺檀徒総代である。東京在籍で、住所は東京市淀橋区（現・新宿区）上落合1丁目。

## 家族・親族
福室家
福室家について『落合町誌』によると「当家は土地有数の旧家であるが、記録の徴すべきものなく其の始祖は詳でないが、万代不易の礎に築いた藤左衛門を中興の祖とし、代々村治の中堅として古今に終始す」という。
- 父・錠之助[3]（農業[5]）
- 母・サダ（東京、浅見定吉の長女）[3]
- 弟
  - 金作（1903年 - ?、妻は宇田川銀之助の四女）[3]
  - 喜代太郎（1895年 - ?、浅見定吉の養子となる）[3]
- 姉[3]
- 妹・ツル（1898年 - ?、東京、福室鍋太郎の妻）[3]
- 妻・ユキ（1895年 - ?、東京、高山半之助の四女）[3]
- 息子[3]
- 娘[3]

親戚
- 宇田川銀之助[3]（共立土地建物取締役、酒醬油商） - 福室藤左衛門の三男で、宇田川金蔵の養子[6]。